# Singlewell
Singlewell är en ort i distriktet Gravesham, i grevskapet Kent, i England. Ifield var en civil parish fram till 1935 när blev den en del av Cobham och Gravesend. Civil parish hade 114 invånare år 1931.